# Beaumont-Pied-de-Boeuf, Mayenne
Beaumont-Pied-de-Boeuf är en kommun i departementet Mayenne i regionen Pays de la Loire i nordvästra Frankrike. Kommunen ligger i kantonen Grez-en-Bouère som tillhör arrondissementet Château-Gontier. År 2022 hade Beaumont-Pied-de-Boeuf 203 invånare.

## Befolkningsutveckling
Antalet invånare i kommunen Beaumont-Pied-de-Boeuf
| Referens: INSEE |